# Donbass Arena
Donbass Arena (em ucraniano : Донбас Арена ) é um estádio na Ucrânia e que recebeu o Campeonato Europeu de Futebol de 2012. Localiza-se no centro da cidade de Donetsk. Iniciado em 2006, foi concluído em 2009 e foi custeado pelo Shakhtar Donetsk. Com capacidade para 51.504 lugares, sua inauguração ocorreu em 29 de agosto de 2009 com uma apresentação da cantora Beyoncé. 
Já a primeira partida se deu em 27 de setembro de 2009 entre FC Shakhtar Donetsk e FC Obolon Kyiv, com o primeiro gol do novo estádio sendo marcado pelo brasileiro Jadson do Shakhtar.
Em 23 de agosto de 2014, foi alvo de ataques, que segundo fontes separatistas teve como autores, membros da Guarda Nacional Ucraniana e membros do partido ultranacionalista ucraniano Setor Direito. Duas explosões durante a madrugada causaram danos à fachada da zona nordeste do estádio. De acordo com o clube, ninguém foi ferido no ataque ao local. As bombas explodiram na marquise, próximo às catracas, e não chegaram a danificar a fachada de vidro ou a estrutura da Arena. Mas, em 21 de outubro de 2014, após novo bombardeio com o sistema MLRS BM-21 Grad manejado pelas forças de Kiev, a fachada do estádio foi seriamente danificada, danificando a fachada de vidro e instalações internas dos setores leste e oeste do estádio. Na queda de uma placa da fachada de vidro, uma mulher que passava pelo local foi atingida por essa placa, mas sofreu apenas escoriações.

## Eurocopa 2012
Recebeu cinco partidas da Eurocopa 2012.
| Data        | 1ª equipe  | Placar    | 2ª equipe  | Fase             | Público |
| ----------- | ---------- | --------- | ---------- | ---------------- | ------- |
| 11 de junho | França     | 1–1       | Inglaterra | Grupo D          | 47,400  |
| 15 de junho | Ucrânia    | 0–2       | França     | Grupo D          | 48,000  |
| 19 de junho | Inglaterra | 1–0       | Ucrânia    | Grupo D          | 48,700  |
| 23 de junho | Espanha    | 2–0       | França     | Quartas-de-final | 47,000  |
| 27 de junho | Portugal   | (2)0-0(4) | Espanha    | Semifinais       | 49,500  |